# Le Séducteur (film, 1920)
Pour les articles homonymes, voir Le Séducteur.
Pour plus de détails, voir Fiche technique et Distribution.
Le Séducteur (titre original :  Harriet and the Piper) est un film américain muet réalisé par Bertram Bracken et sorti en 1920.

## Fiche technique
- Titre original : Harriet and the Piper
- Titre français : Le Séducteur
- Réalisation : Bertram Bracken
- Scénario : Monte M. Katterjohn, d'après le roman de Kathleen Norris
- Directeur de la photographie : René Guissart
- Société de production : Anita Stewart Productions, Louis B. Mayer Productions
- Pays d'origine :  États-Unis
- Langue originale : anglais
- Format : Noir et blanc — 35 mm — 1,33:1 — 6 bobines - Muet

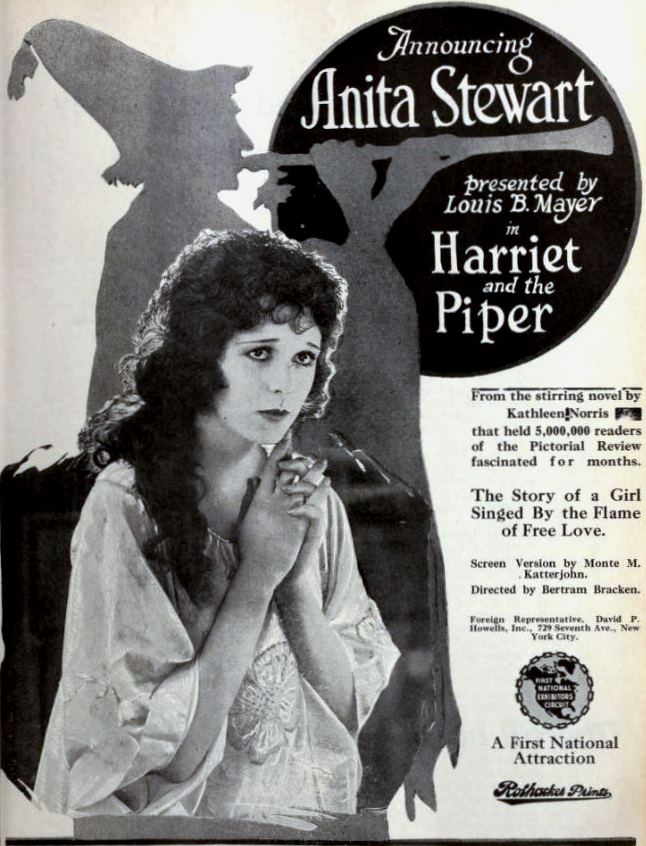
Publicité pour le Exhibitors Herald.

- Durée : 60 minutes
- Dates de sortie :
  -  États-Unis : 13 septembre 1920
  -  France : 21 mars 1924

## Distribution
- Anita Stewart : Harriet Field
- Ward Crane : Royal Blondin
- Charles Richman : Richard Carter
- Myrtle Stedman : Isabelle Carter
- Margaret Landis : Nina Carter
- Byron Munson : Ward Carter
- Loyola O'Connor : Madame Carter
- Irving Cummings : Anthony Pope
- Barbara Deely : Fille de Tam O'Shanter